# Nacobbus aberrans
Espèce
Nacobbus aberrans, le Faux nématode à galles, est une espèce de nématodes de la famille des Pratylenchidae, 

## Répartition
Ce nématode est originaire d'Amérique.

## Description
Cette espèce est un endoparasite des racines des plantes-hôtes, qui produit des galles d'apparence semblable à celles provoquées par les nématodes à galles (genre Meloidogyne spp.), caractéristique qui peut entraîner des confusions.
Elle a une gamme d'hôtes variée, mais est considérée comme un ravageur de la betterave à sucre dans l'ouest des États-Unis, tandis qu'en Amérique du Sud, elle attaque plutôt les cultures de pomme de terre dans les régions andines et de haricot au Mexique.

## Systématique
Le nom valide complet (avec auteur) de ce taxon est Nacobbus aberrans (Thorne (d), 1935) Thorne & Allen (d), 1944.
L'espèce a été initialement classée dans le genre Anguillulina sous le protonyme Anguillulina aberrans Thorne, 1935.
Nacobbus aberrans a pour synonymes :
- Anguillulina aberrans Thorne, 1935
- Nacobbus batatiformis Thorne & Schuster, 1956
- Nacobbus bolivianus Lordello, Zamith & Boock, 1961
- Nacobbus serendipiticus bolivianus Lordello, Zamith & Boock, 1961
- Nacobbus serendipiticus Franklin, 1959
- Pratylenchus aberrans (Thorne, 1935) Filipjev, 1936